# Nicolle Pfaff
Nicolle Pfaff (* Januar 1976 in Leinefelde) ist eine deutsche Pädagogin.

## Leben
Sie studierte Erziehungswissenschaften und Soziologie. Nach der Promotion im Fach Erziehungswissenschaften an der Martin-Luther-Universität Halle-Wittenberg war sie von 2007 bis 2008 Forschungsstipendiatin der Deutschen Forschungsgemeinschaft an den Universitäten in Brasilien und den USA. Von 2009 bis 2012 lehrte sie als Juniorprofessorin für empirische Schulforschung mit den Schwerpunkten Migration und Integration an der Universität Göttingen. Seit 2012 ist sie Professorin für Migrations- und Ungleichheitsforschung an der Universität Duisburg-Essen.
Ihre Arbeitsschwerpunkte sind bildungsbezogene Ungleichheit, Bildung in der Migrationsgesellschaft, Jugend, Jugendkultur und Politik, Schule und Segregation und qualitative Forschungsmethoden und Methodentriangulation.

## Schriften (Auswahl)
- mit Heinz-Hermann Krüger, Sibylle Reinhardt, Catrin Kötters-König, Ralf Schmidt, Adrienne Krappidel und Frank Tillmann: Caring masculinities? Männlichkeiten in der Transformation kapitalistischer Wachstumsgesellschaften. Opladen 2002, ISBN 3-8100-3574-2.
- Jugendkultur und Politisierung. Eine multimethodische Studie zur Entwicklung politischer Orientierungen im Jugendalter. Wiesbaden 2006, ISBN 3-531-14689-0.
- mit Werner Helsper, Heinz-Hermann Krüger, Sylke Fritzsche, Sabine Sandring, Christine Wiezorek und Oliver Böhm-Kasper: Caring masculinities? Männlichkeiten in der Transformation kapitalistischer Wachstumsgesellschaften. Wiesbaden 2006, ISBN 3-531-14699-8.
- mit Heinz-Hermann Krüger, Sina-Mareen Köhler und Maren Zschach: Kinder und ihre Peers. Freundschaftsbeziehungen und schulische Bildungsbiographien. Opladen 2008, ISBN 3-86649-114-X.

## Belege
1. ↑  https://www.uni-bielefeld.de/ikg/wissensaustausch/wissenschaftliche_mitarbeiter_pfaff.html

| Personendaten    | Personendaten      |
| ---------------- | ------------------ |
| NAME             | Pfaff, Nicolle     |
| KURZBESCHREIBUNG | deutsche Pädagogin |
| GEBURTSDATUM     | Januar 1976        |
| GEBURTSORT       | Leinefelde         |